# 第41海兵歩兵大隊 (フランス軍)
第41海兵歩兵大隊（だいよんじゅういちかいへいほへいだいたい、41e bataillon d'infanterie de marine：41e BIMa）は、グアドループ諸島グアドループに駐屯する、アンティル諸島駐屯フランス軍（FAA）隷下のフランス陸軍海兵隊の歩兵大隊である。
兵種は歩兵、伝統的区分は海兵隊である。

## 沿革
- 1978年：第41海兵大隊が編成される。

## 最新の部隊編成
- 大隊本部
- 本部管理中隊
- 第1予備海兵中隊
- 第2予備海兵中隊

### 定員
- 大隊の人員構成は、約200名からなる。

## 主要装備
- GIAT BM92-G1
- FA-MAS
- FR-F2
- AAT-F1
- AA-52
- 12.7mm重機関銃
- ERYX
- P4
- TRM 2000